# Fannia tuberculata
Fannia tuberculata är en tvåvingeart som först beskrevs av Zetterstedt 1849.  Fannia tuberculata ingår i släktet Fannia och familjen takdansflugor. Arten är reproducerande i Sverige. Inga underarter finns listade i Catalogue of Life.